# Studio Friedman
Studio Friedman war eine Talkshow, die einmal wöchentlich bei Welt (früher N24) ausgestrahlt wurde. Dabei war Michel Friedman als Moderator tätig und diskutierte mit einem oder zwei Gästen aus Wirtschaft, Kultur oder Politik über aktuelle Nachrichten-Themen. Die Polit-Talkshow wurde seit dem Sendestart am 7. Oktober 2004 bis zur Sommerpause 2014 jeden Donnerstag von 23:10 bis 23:45 Uhr unter dem ausführlichen Titel Studio Friedman – Polit-Talk mit Michel Friedman gesendet. Seit August 2014 wurde die Sendung donnerstags von 17:15 bis 18:00 Uhr ausgestrahlt und der auslaufende Vertrag bis Ende 2019 verlängert. Die letzte Ausgabe der Sendung wurde am 10. Dezember 2020 ausgestrahlt. Im Jahr 2021 wurde die Sendung durch das von Friedman moderierte Format Open End ersetzt, welches für sieben Ausgaben auf Sendung ging. Friedmans Vertrag mit Welt lief bis 2023.
Michel Friedmans Vertrag mit N24 wurde nach einer Rekordquote im Mai 2012 zunächst bis Ende 2014 verlängert. In einer Sendung am 13. September 2012 erzielte Friedman in der Spätabend-Diskussion seine bisher beste Einschaltquote seit dem Beginn der Talkshow 2004. Am 28. November 2013 wurde die neue beste Einschaltquote seit dem Beginn der Talkshow Oktober 2004 gemessen. In dieser Sendung erzielte man einem Marktanteil von 3,4 Prozent bei den 14- bis 49-jährigen Zuschauern.